# 民事登記
民事登記 (英語：civil registration,civil registry,civil register) ，又稱生命事件登記 (即生死登記、婚姻登記)（英語：vital event,vital records,vital statistics），是一個政府用以記錄其公民及居民重要事件的一套制度，其檔案庫或數據庫即為民事登記處。民事登記之主要目的是創立官方文件以保障個人之公民權。

## 各地民事登記部門
- 法務局 (澳門)
- 法務省
- 註冊總署
- 入境事務處
- 移民与关卡局
- 公安机关
- 內政部戶政司
- 馬來西亞國民登記局